# Gangstar Vegas
Gangstar Vegas (inițial cunoscut sub numele de Gangstar Vegas: City of Sin și este alternativ cunoscut sub numele de Gangstar 4: Vegas) este un joc video de aventură open-load, dezvoltat de Gameloft pentru Android și iOS (iPhone / iPod Touch și iPad). Este cea de-a cincea tranșă principală din seria Gangstar și a fost lansată pe data de 7 iunie 2013. Gangstar Vegas este precedat de Gangstar Rio: City of Saints și este urmat de Gangstar: New Orleans personaje jashon malone , Frank veliano, Vera montelo, Karen E-man, Beny, Goodman, Race girl, etc.
Povestea
```
Luptătorul profesionist MMA Jason "the Kid" Malone este mituit de puternicul șef al mafiei Don Frank Veliano pentru a face o scufundare într-un meci împotriva lui Pietro Holston. Frank i-a spus lui Jason să cadă în runda a patra, dar Pietro cade înainte ca Jason să poată face scufundarea. Drept urmare, el este urmărit de Frank și de secușii săi înaintea lui Karen Olsen, contabilul și bodyguardul Vera "Leatherface" Montello, care îl ajută să scape. Mai târziu, Jason lucrează pentru regina Montello, Karen și Eric (mai des cunoscuți sub numele de „E-Man”), un proxenet și traficant de droguri, în mare parte provocând haos împotriva Velianilor.

Mai târziu, Frank și oamenii lui de atac asaltă sărbătoarea lui Montello, capturându-l pe Jason și forțându-l să lucreze pentru Velianos, inclusiv Benny, mâna dreaptă a lui Frank și candidatul la funcția de primar, Rev. Jason fură o barcă, un hidroavion și un elicopter pentru Velianos, alături de lupta cu Huevos, o bandă de stradă hispanică. După ce a prăbușit petrecerea Huevos, Jason află totuși că Velianos l-au răpit pe Karen și îl obligă pe Vera să-i predea lui Frank clubul de striptease, Fire și Vice, în schimbul lui Karen.
 

Jason îi ajută pe Montello să-l salveze pe Karen prin furtul dispozitivelor de sârmă dintr-o bază militară și plantarea acestuia pentru a identifica poziția lui Frank și Karen. Mai târziu, se alătură lui Eric și Vera pentru a face raid la cazinoul lui Frank, unde este ținută Karen. Apoi o salvează și scapă de soldații lui Frank, dar cu prețul Verei care se sacrifică pentru a opri întăririle, din remușcări pentru că l-a mituit pe Pietro să piardă lupta MMA.
```

```
Mâniată de pierderea Verei și de adevărul că Frank a ordonat uciderea tatălui ei, Karen îl vrea pe Jason să iasă din războiul mafiei. Jason o salvează din nou de Veliano, convingând-o să accepte ajutorul lui. Karen îl sărută pe Jason (este, de asemenea, posibil să se distingă în Whiptail-ul lui Jason, deoarece scena este estompată) înainte de a revendica Fire și Vice. Mai târziu, Jason sabotează vila lui Frank și folosește mass-media (singura afacere din Vegas care nu este controlată de Veliano) pentru a batjocori incompetența LVPD (Frank a mituit și poliția).
 
Aflând că Benny a fost arestat, Frank caută să-l scoată din sistemul său. Jason îl salvează pe Benny în timp ce gloata lui Veliano interceptează convoiul poliției. Benny are fotografii ale desfrânării lui Goodman, care este apoi amenințat de Jason pentru a-l face pe candidatul la funcția de primar să se întoarcă împotriva lui Frank, în caz contrar fotografiile sunt scurgeri. Colțit și trădat, și cu FBI-ul pe coadă, Frank încearcă să fugă din Las Vegas cu banii săi. Jason îl confruntă pe Wrecking Ball Hotel Casino Tower (o parodie a Stratosphere Las Vegas) cu un elicopter, pentru ca Frank să-l împuște, scurgând rezervorul de combustibil al elicopterului. Jason îl învinge pe Frank într-o luptă cu pumnii, dar acesta din urmă împinge căruciorul cu bani asupra lui, aproape făcându-l să cadă din clădire. Jason aprinde benzina și o aruncă asupra lui Frank, dând foc șefului mafiot căzut și căzând la moarte, și parașută pe Störer-ul lui Karen (o parodie a Koenigsegg CCX).
```